# اوکارتس
اوکارتس (به چکی: Okarec) یک منطقهٔ مسکونی در جمهوری چک است که در منطقه تربیچ واقع شده‌است.
 اوکارتس ۴٫۳۲ کیلومتر مربع مساحت و ۱۲۳ نفر جمعیت دارد و ۴۱۷ متر بالاتر از سطح دریا واقع شده‌است.